# Ricardo da Normandia
Ricardo da Normandia (nascido por volta de 1054 e morto entre 1069 e 1075) foi o segundo filho de Guilherme, o Conquistador, rei da Inglaterra, e Matilde de Flandres.
Entre 1069 e 1075, Ricardo morreu em um acidente de caça em New Forest. Foi enterrado na catedral de Winchester. Em uma ironia do destino, seu irmão mais novo, o rei Guilherme, o Ruivo, e um sobrinho, também chamado Ricardo, também foram mortos no New Forest trinta anos depois.